# ジェーケーニェシュ - ペーチ線
ジェーケーニェシュ - ペーチ線（ハンガリー語: Gyékényes–Pécs-vasútvonal）は、ハンガリー国鉄の鉄道線の名称である。路線番号は60。

## 歴史
1860年代、二重帝国の成立以前にオーストリア政府は、経済的・軍事戦略上の理由で、カニジャ（現在ナジュカニジャ） - フュンフキルヒェン（現在ペーチュ）間を含む、緊急な鉄道網構築をすでに計画した。1867年4月13日にオーストリア南部鉄道（k.k. Südbahn-Gesellschaft）は政府と協定を締結して、ブルック - レオベン線およびカニジャ - バルチュ線の敷設・トリエステ港湾建設に関する権利を獲得した。カニジャ - バルチュ区間の建設期限は1868年7月1日と与えられた。1868年9月1日に南部鉄道はムラケレシュトゥール - バルチュ間とブルック - レオベン間を同時に開通した。

## 運行形態[5]

### 特急(IC)
- アグラム・トーパルト号：　ブダペスト南駅 - ナジカニジャ - ジェーケーニェシュ - ザグレブ
一日1往復の運行。ナジカニジャ以東は30号線に、ジェーケーニェシュ以西はクロアチア鉄道M201号線に直通する。
過去の運行形態
2017年以前は、夏季のみの運行であった。
2017年末に、通年一日1往復の運行となり、特急(O)に格下げとなった。
2020年9月末に、インターシティ(IC)に格上げとなった。

- アドリア号：　ブダペスト東駅 - ナジカニジャ - ジェーケーニェシュ - スプリト/リイェカ　【夏季の週3日運行】
臨時列車。夏季のみ、週3往復の運行。ナジカニジャ以東は30号線に、ジェーケーニェシュ以西はクロアチア鉄道M201号線に直通する。
過去の運行形態
2017年以前は、特急として、週3往復のみ運行[6]していた。
2018年度は夏季のみ一日1往復で、普通列車として運行していた。
2019年度より、エクスプレス(Ex)としての運行となった。
2021年度より、インターシティ(IC)としての運行となった。
2022年度より、週3日のクロアチア直通便のみの運行となった。

### 快速(IR)
合わせて2時間に1本の運行だが、停車駅が大きく分けて2パターンある。
- パンノーニア号：　ソンバトヘイ - ナジカニジャ - ペーチ（快速級）
4時間に1本の運行。ナジカニジャ以北は17号線に直通する。ペーテルヒダに停車する他、西行のみダラーニに停車する。なお、直通先の17号線では、ほぼ各駅に停車する。
2021年4月に運行を開始した。当初はペーテルヒダを通過していたが、2022年4月より停車となった。

- パンノーニア号：　ソンバトヘイ - ナジカニジャ - ペーチ（区間快速級）
4時間に1本の運行。ナジカニジャ以北は17号線に直通する。バボーチャ以西各駅に停車する他、東行のみダラーニに停車する。なお、直通先の17号線では、速達型として運行される。
過去の運行形態
2021年冬以前は、通常の快速(O)として運行していた。上下とも快速運転していて、上下ともエールティロシュを通過していた他、ダラーニ、ペーテルヒダ・コムローシュドに停車していた。

### 普通
- (ナジカニジャ - ) バルチ - セントレーリンツ - ペーチ
概ね4時間に1本の運行。ビチェールドとメチェカルヤは一日1往復しか停車しない。バルチ以北は一日1往復の運行で、ナジカニジャまで直通する。
過去の運行形態
2021年冬以前は、セントレーリンツ以南も全列車が各駅に停車していた。また、一日2往復がナジカニジャまで直通していた。
2021年春以降、大部分がセントレーリンツ以北のみの運行となり、南行一日1本を除きビチェールドとメチェカルヤは通過となった。ナジカニジャへの直通は一日1往復のみとなった。
2022年度に、再び全列車がペーチ直通となった。またビチェールドとメチェカルヤ停車は一日1往復となった。

- ナジカニジャ - ジェーケーニェシュ - ドンボーヴァール
一日3往復の運行で、日中には運行されない。一部を除き、ジェーケーニェシュ以南は41号線に直通する。
2020年以前は一日6往復運行していた他、フィチェハーズやベレズナに停車する列車もあった。

## 駅一覧
以下では、ハンガリー国鉄60号線の駅と営業キロ、停車列車、接続路線などを一覧表で示す。
- 種別
  - IR：快速
  - Sz：普通
- 停車駅
  - ■印：全列車停車
  - ●印：一部通過
  - ◑、◓印：半数停車
  - ○印：一部停車
  - ｜印：全列車通過

| 路線名 | 駅名                           | 駅間営業キロ | 累計営業キロ | IC | IR | Sz | 接続路線                                                                                   | 所在地     | 所在地             |
| ------ | ------------------------------ | ------------ | ------------ | -- | -- | -- | ------------------------------------------------------------------------------------------ | ---------- | ------------------ |
| 60     | ナジカニジャ駅                 |              | -12.8        | ■  | ■  | ■  | 17号線（ソンバトヘイ方面）、30号線（ブダペスト方面）                                       | ザラ県     | ナジカニジャ郡     |
| 60     | フィチェハーズ駅（休止中 *1）  |              | (-3.9)       | ｜ | ｜ | ｜ |                                                                                            | ザラ県     | ナジカニジャ郡     |
| 60     | ムラケレストゥール駅           | 12.8         | 0.0          | ｜ | ■  | ■  |                                                                                            | ザラ県     | ナジカニジャ郡     |
| 60     | ベレズナ駅（休止中 *1）        |              | (4.4)        | ｜ | ｜ | ｜ |                                                                                            |            |                    |
| 60     | エールティロシュ駅             | 7.9          | 7.9          | ｜ | ◑  | ■  |                                                                                            | ショモジ県 | チュルゴー郡       |
| 60     | ザーカーニ駅                   | 6.4          | 14.3         | ｜ | ｜ | ■  |                                                                                            | ショモジ県 | チュルゴー郡       |
| 60     | ジェーケーニェシュ駅           | 1.9          | 16.2         | ■  | ■  | ■  | 41号線（ドンボーヴァール方面）、60号線（ペーチ方面） クロアチア鉄道 20号線（ザグレブ方面） | ショモジ県 | チュルゴー郡       |
| 60     | ベルゼンツェ駅                 | 16.3         | 32.5         |    | ■  | ■  |                                                                                            | ショモジ県 | チュルゴー郡       |
| 60     | ショモジュドヴァルヘイ駅       | 5.1          | 37.6         |    | ◑  | ■  |                                                                                            | ショモジ県 | チュルゴー郡       |
| 60     | ベーラヴァール駅               | 5.1          | 42.7         |    | ◑  | ■  |                                                                                            | ショモジ県 | バルチ郡           |
| 60     | ヴィーズヴァール駅             | 3.6          | 46.3         |    | ◑  | ■  |                                                                                            | ショモジ県 | バルチ郡           |
| 60     | バボーチャ駅                   | 11.4         | 57.7         |    | ■  | ■  |                                                                                            | ショモジ県 | バルチ郡           |
| 60     | ペーテルヒダ・コムローシュド駅 | 2.7          | 60.4         |    | ◐  | ■  |                                                                                            | ショモジ県 | バルチ郡           |
| 60     | バルチ駅                       | 10.4         | 70.8         |    | ■  | ■  |                                                                                            | ショモジ県 | バルチ郡           |
| 60     | バルチ上駅                     | 3.4          | 74.2         |    | ｜ | ■  |                                                                                            | ショモジ県 | バルチ郡           |
| 60     | ケゼープリゴーツ駅             | 3.2          | 77.4         |    | ｜ | ●  |                                                                                            | ショモジ県 | バルチ郡           |
| 60     | ダラーニ駅                     | 6.2          | 83.6         |    | ◓  | ■  |                                                                                            | ショモジ県 | バルチ郡           |
| 60     | キシュドブサ駅                 | 5.8          | 89.4         |    | ｜ | ●  |                                                                                            | バラニャ県 | シゲトヴァール郡   |
| 60     | ネメシュケ駅                   | 3.4          | 92.8         |    | ｜ | ■  |                                                                                            | バラニャ県 | シゲトヴァール郡   |
| 60     | モルヴァーニ駅                 | 3.4          | 96.2         |    | ｜ | ■  |                                                                                            | バラニャ県 | シゲトヴァール郡   |
| 60     | シゲトヴァール駅               | 4.3          | 100.5        |    | ■  | ■  |                                                                                            | バラニャ県 | シゲトヴァール郡   |
| 60     | ナジペテルド駅                 | 7.4          | 107.9        |    | ｜ | ■  |                                                                                            | バラニャ県 | シゲトヴァール郡   |
| 60     | セントデーネーシュ駅           | 2.3          | 110.2        |    | ｜ | ■  |                                                                                            | バラニャ県 | シゲトヴァール郡   |
| 60     | セントレーリンツ駅             | 5.2          | 115.4        |    | ■  | ■  | 40号線（ブダペスト方面）、61号線（セルイェ方面）                                           | バラニャ県 | セントレーリンツ郡 |
| 40     | ビチェールド駅                 | 5.0          | 120.4        |    | ｜ | ○  |                                                                                            | バラニャ県 | セントレーリンツ郡 |
| 40     | メチェカルヤ・チェルクート駅   | 7.7          | 128.1        |    | ｜ | ○  |                                                                                            | バラニャ県 | ペーチ郡           |
| 40     | ペーチ駅                       | 5.9          | 134.0        |    | ■  | ■  | 65号線（ヴィッラーニ方面）                                                                 | バラニャ県 | ペーチ郡           |

(*1): 2021年6月休止。